# Albert Nomen i Segarra
Albert Nomen i Segarra   (Barcelona, c. 1927) és un antic directiu d'empresa català que participà en la fundació de la marca de motocicletes Bultaco. Nascut al Poblenou de Barcelona, on segueix residint a data del 2020, Nomen és l'únic supervivent de l'equip inicial de treballadors de Montesa -entre ells, el seu germà Josep- que seguiren a Paco Bultò quan aquest abandonà l'empresa i fundà Bultaco. Químic Industrial titulat, Nomen va fer també de professor de matemàtiques a l'"Escola d'Aprenents" de l'empresa Elizalde.

## Trajectòria laboral
El 1946, a 19 anys, entrà de becari a la secció de galvanoestèsia d'Elizalde, on havia treballat el seu pare (mort feia poc) durant trenta-un anys. Va començar amb un contracte de pràctiques per a tres mesos i s'hi va quedar més de deu anys. El 1956 se'n va anar amb el seu germà Josep i altres companys de feina a Montesa (empresa per a qui també treballaven a Elizalde), quan la fàbrica era encara al carrer Pallars, al seu Poblenou natal. Entrà al laboratori químic i de materials i poc després, a petició de Paco Bultó, va passar al departament de competició i va començar a desenvolupar idees al banc de proves, dirigit per Marcel Cama.
Quan Pere Permanyer anuncià a finals d'abril de 1958 que Montesa es retiraria de les competicions, Paco Bultó, fidel a la seva màxima («El mercat segueix la bandera de quadres») decidí tot seguit plegar de l'empresa. En qüestió d'una setmana, Albert Nomen i altres companys (deu dels quals ja es coneixien de la seva etapa a Elizalde), el van seguir i, en un sopar d'homenatge que li oferiren entre tots, decidiren tirar endavant el projecte d'una nova empresa. Fou allà on nasqué la futura Bultaco. L'equip fundador va començar a treballar a la casa familiar de Bultó, el Mas de Sant Antoni, a Cunit. La instal·lació de la factoria arribà poc després, gràcies a l'ajuda de l'alcalde de Sant Adrià de Besòs, qui els cedí una masia que tenia un local cobert on es muntaven cintes transportadores. El 24 de març de 1959, es va presentar a la premsa a l'Hotel Ritz de Barcelona la Tralla 101, la primera Bultaco.
Albert Nomen va romandre a l'empresa fins a la seva desaparició, víctima de la crisi de l'època, a començaments de la dècada del 1980. Durant tots aquells anys, en fou un dels directius principals i gestionà el departament de Recerca i Competició. Al llarg de la seva etapa laboral participà en tota mena de projectes innovadors, d'entre els quals destacà en una entrevista el de la Bultaco Cazarécords de 1960, de gran repercussió mediàtica.